# Abenteuer im Gelben Meer
Abenteuer im Gelben Meer (Originaltitel: China Seas) ist ein US-amerikanischer Abenteuerfilm des Regisseurs Tay Garnett aus dem Jahr 1935.

## Handlung
Alan Gaskell ist der Kapitän eines Dampfschiffes, das im Gelben Meer fährt. Mit neuer wertvoller Fracht und illustren Passagieren will er sich auf den Weg nach Singapur machen. In seiner Kabine findet er seine Freundin China Doll, die unbedingt mit ihm reisen möchte. Er ist dagegen, kann sich jedoch nicht durchsetzen. Als auch noch seine Ex-Geliebte Sybil Barclay auf seinem Schiff die Reise antritt, sind die Probleme für Alan vorprogrammiert. Sybil ist eine junge Witwe, die sich erneut Hoffnungen auf den attraktiven Alan Gaskell macht. Als China Doll erfährt, dass Alan und Sybil heiraten möchten, trennt sie sich eifersüchtig von Alan und beginnt eine Affäre mit ihrem alten Freund James MacArdle.
China Doll erfährt zufällig, dass MacArdle Gaskells Ladung mit Gold stehlen möchte. Sie warnt Alan, der ihr jedoch nicht mehr vertraut, und er ignoriert die Warnung. China Doll fühlt sich daraufhin beleidigt und stiehlt für MacArdle den Schlüssel für den Frachtraum. Während eines Sturms weigert sich Gaskell, die geladene Dampfwalze über Bord zu werfen, obwohl das Schiff Gefahr läuft zu kentern. Als das Schiff schließlich von Piraten überfallen wird, finden sie statt des Goldes nur Sand. Gaskell hat das Geld in der Dampfwalze versteckt. MacArdle befiehlt den Piraten, Gaskell zu foltern, damit dieser den Ort des Verstecks preisgibt. Gegenüber Alan Gaskell gibt er vor, nicht zu den Piraten zu gehören. Die Piraten können schließlich durch den ehemaligen Kapitän Tom Davids überwältigt werden. China Doll und MacArdle wollen sich nun gegenüber Gaskell aus dem Piraterieverdacht freireden. Doch Gaskell weiß, dass die beiden daran beteiligt waren. MacArdle nimmt die Schuld schließlich auf sich allein, nimmt sich jedoch kurz nach seinem Geständnis das Leben. Als das Schiff Singapur erreicht, muss Sybil erkennen, dass Alan Gaskell doch eher China Doll liebt, und verlässt ihn. China Doll fürchtet nach der Ankunft die Polizei und den Verlust Alans. Als Alan ihr jedoch seine Liebe gesteht, begibt sie sich beruhigt in die Obhut der Polizei. Alan Gaskell bereitet sich dagegen auf eine neue Reise vor.

## Kritiken
„Formal überdurchschnittlicher Abenteuerfilm.“